# Stivalius exoticus
Stivalius exoticus är en loppart som beskrevs av Lewis et Jones 1985. Stivalius exoticus ingår i släktet Stivalius och familjen Stivaliidae. Inga underarter finns listade i Catalogue of Life.